# Chao Cristina
Chao, Cristina es una película venezolana para televisión de 2006 dirigida por Alfredo Sánchez y basada en la telenovela homónima de 1983, producida por RCTV y original de José Ignacio Cabrujas. El guion de esta nueva versión estuvo a cargo de Iraida Tapias y musicalizada por Betrikis Medina. Protagonizada por Lilibeth Morillo, Carlos Montilla y Daniela Alvarado.

## Sinopsis
Al enviudar, Cristina Cáceres de Paiva descubre la naturaleza corrupta de su esposo y se siente cómplice por su excesiva ingenuidad. Con temple y fortaleza, asumirá la revisión de su vida y crecerá de sus cenizas para decidirse a disfrutar del amor verdadero con Álvaro Vera, el esposo de su mejor amiga Clara Rosa Arismendi.

## Elenco
- Lilibeth Morillo es Cristina, Madre y esposa desde joven. Serena, sensible, de aparente vulnerabilidad, pero con fortaleza interior y gran coraje. Descubre muy tarde las oscuras andanzas de su esposo y se siente culpable por haber sido ingenua y cómoda. Decide revisar su vida y afrontar su futuro con responsabilidad.

- Carlos Montilla es Álvaro, Esposo de Clara Rosa, la mejor amiga de Cristina. Psiquiatra de profesión, drena su culpa social con el tratamiento a reclusas. Infeliz en su matrimonio, tiene un amor secreto que le dará un golpe de Estado a la razón.

- Daniela Alvarado es Dulce María, Una niña-mujer sobreviviente de los abusos domésticos, frustrada por no tener oportunidades en la vida. La injusticia social la ha endurecido, la rabia es su principal arma y con ella lucha para defenderse.

- Jean Carlo Simancas es Marcelo, Encantador y galante. Es un seductor nato. Director de cine prestado a la televisión, es el príncipe azul con el que sueñan las mujeres. Siente un obsesivo amor por Cristina.

- Fedra López es Clara Rosa, Es la mujer de Álvaro Vera. Su vida no tiene sentido sin él. Es un amor equivocado, posesivo y ella está dispuesta a todo para no perderlo, aunque sea al costo de mantener una maltrecha estabilidad matrimonial. Su intuición le grita que la amenaza a su estabilidad está muy cerca.

- Alicia Plaza es Lucía, Amiga y confidente de Cristina y Clara Rosa. Es el punto de equilibrio entre ambas. Utiliza su intuición para protegerlas a ellas de sus accidentes amorosos. Es una mujer independiente, asertiva y sincera hasta la médula. Tiene toda la vida metida en el mundo de la televisión.

- Vicente Tepedino - Marcos Paiva
- Carlos Olivier - Alberto Mendoza
- Eva Moreno - Abuela Endrina
- Betty Ruth - Doña Aurora de Paiva
- Carlos Márquez - Cristóbal Henríquez
- Humberto Garcia - Héctor Puertas
- Alejandro Otero - Raúl Puertas
- Hugo Vásquez - Miguel Paiva
- Ana Beatriz Osorio - Cecilia Salas
- Carlos Felipe Álvarez - Jorge Paiva Cáceres
- Paula Bevilacqua - Perla Paiva Cáceres
- Líber Chirivao - Romero
- Virginia Vera - Madre Albertina
- Aleska Díaz-Granados - Alicia
- Nathalie Cortez - María Acevedo